# Acanthallagma
Acanthallagma – rodzaj ważek z rodziny łątkowatych (Coenagrionidae).
W skład rodzaju wchodzą następujące gatunki:
- Acanthallagma caeruleum
- Acanthallagma luteum
- Acanthallagma strohmi